# Blåkölen
Blåkölen är ett naturreservat i Bodens kommun i Norrbottens län.
Området är naturskyddat sedan 1997 och är 7,5 kvadratkilometer stort. Reservatet omfattar en västsluttning av Blökölen samt ett separat område kring Norr-Blåkålshuvudet med dess sluttningar och mindre myrområden. Reservatet består av granurskog med mindre partiet av tallskog. 